# Diatora unifasciata
Diatora unifasciata är en stekelart som först beskrevs av Motschoulsky 1863.  Diatora unifasciata ingår i släktet Diatora och familjen brokparasitsteklar. Inga underarter finns listade i Catalogue of Life.